# At Any Price
At Any Price (A Qualquer Preço (título em Portugal) ) é um filme de drama estadunidense de 2012 escrito por Hallie Newton e Ramin Bahrani, e dirigido por Ramin Bahrani. O filme foi selecionado para concorrer ao Leão de Ouro no 69º Festival Internacional de Cinema de Veneza, e posteriormente, exibido como uma seleção oficial, tanto no Festival de Cinema de Telluride e no Festival de Toronto de 2012. Sony Pictures Classics comprou o filme e foi lançado nos Estados Unidos em 24 de abril de 2013.

## Elenco
- Zac Efron como Dean Whipple
- Dennis Quaid como Henry Whipple
- Heather Graham como Meredith Crown
- Clancy Brown como Jim Johnson
- Ben Marten como Brad Johnson
- Kim Dickens como Irene Whipple
- Chelcie Ross como Byron
- Red West como Cliff Whipple
- Maika Monroe como Cadence Farrow
- Sophie Curtis como Aubrey

## Recepção
No consenso do agregador de críticas Rotten Tomatoes diz que o filme "apresenta uma performance fantástica de Dennis Quaid, e oferece mais evidências de um olhar único para detalhes de Ramin Bahrani, mas o filme é sobrecarregado por uma história excessivamente melodramática." Na pontuação onde a equipe do site categoriza as opiniões da grande mídia e da mídia independente apenas como positivas ou negativas, o filme tem um índice de aprovação de 51% calculado com base em 104 comentários dos críticos. Por comparação, com as mesmas opiniões sendo calculadas usando uma média aritmética ponderada, a nota alcançada é 5,7/10.
Em outro agregador, o Metacritic, que calcula as notas das opiniões usando somente uma média aritmética ponderada de determinados veículos de comunicação em maior parte da grande mídia, tem uma pontuação de 61/100, alcançada com base em 33 avaliações da imprensa anexadas no site, com a indicação de "revisões geralmente favoráveis".